# Exochus latifasciatus
Exochus latifasciatus là một loài tò vò trong họ Ichneumonidae.